# Conceição do Pará
Conceição do Pará is een gemeente in de Braziliaanse deelstaat Minas Gerais. De gemeente telt 4.866 inwoners (schatting 2009).